# Gonzalo Valle
Gonzalo Roberto Valle Bustamante (ur. 28 lutego 1996 w Riobambie) – ekwadorski piłkarz występujący na pozycji bramkarza, od 2016 roku zawodnik Guayaquil City.